# Castniidae
A Castniidae a valódi lepkék (Glossata) alrendjében a Cossina tagozat Castnioidae öregcsaládjának egyetlen családja.
Ezek a lepkék Amerika és Ausztrália trópusi éghajlatú vidékein élnek (lehet, hogy van egy fajuk Madagaszkáron is).
Nagy, feltűnő, tarka, élénk színű lepkék. Csápjuk vége gombaszerűen megvastagodott vagy kampószerűen hajlított.
Nappal aktívak; röptük gyors, erőteljes. Szeretik a meleget és szárazságot. Hernyóikat tápnövényei broméliafélék (Bromeliaceae) vagy orchideák (Orchideae). Néhány faj hernyója pálmák (Palmae) belsejében furkál; kártételüktől a pálma el is pusztulhat. A hernyók gubóban bábozódnak.

## Rendszerezésük
A családot két alcsaládra osztják:
- Castniinae
- Tascininae